# Maltská hymna
Hymna Malty je píseň L-Innu Malti (česky Maltská hymna). Slova napsal v roce 1922 Dun Karm Psaila (1871–1961), hudbu složil téhož roku Robert Samut (1870–1934).

## Historie hymny
První provedení písně L-Innu Malti se konalo v roce 1923, ale oficiální národní hymnou stala v roce 1964. Autor textu Dun Karm Psaila byl požádán, aby napsal slova na existující hudbu školní hymny Roberta Samuta. Text má formu modlitby.

## Text a český překlad
| L-Innu Malti Lil din l-Art ħelwa, l-Omm li tatna isimha, Ħares, Mulej, kif dejjem Int ħarist: Ftakar li lilha bil-oħla dawl libbist. Agħti, kbir Alla, id-deh'n lil min jaħkimha, Rodd il-ħniena lis-sid, saħħa 'l-ħaddiem: Seddaq il-għaqda fil-Maltin u s-sliem. | Maltská hymna Naši vlast tak drahou, jejíž jméno nosíme, střez, ó Pane, jak si to dosud činil. Pamatuj na tu, kterou si pokryl chválou. Dej Bože, vládnoucím moudrost, bohatým milosrdenství, sílu dělníkům, ať sloužíme poctivosti, pravdě a víře: Povzbuď maltský národ v jednotě a míru. |